# Arman Dunajew
Arman Ghaliasqaruly Dunajew (kasachisch Арман Ғалиасқарұлы Дунаев, russisch Арман Галиаскарович Дунаев Arman Galiaskarowitsch Dunajew; * 7. Oktober 1966 in Kogaly, Oblast Taldy-Kurgan, Kasachische SSR) ist ein kasachischer Ökonom und Politiker. Zwischen 2004 und 2006 war er Finanzminister Kasachstans.

## Leben
Arman Dunajew wurde 1966 im Dorf Kogaly in der damaligen Oblast Taldy-Kurgan geboren. Er schloss 1988 ein Studium an der Fakultät für Philosophie und Ökonomie der Kasachischen Staatlichen Kirow-Universität ab. 1991 folgte ein weiterer Abschluss in Wirtschaftswissenschaften an der Lomonossow-Universität Moskau.
Seine berufliche Laufbahn begann er nach seinem Abschluss an der Kirow-Universität als Assistent am Staatlichen Medizinischen Institut Dagestan. Zwischen 1992 und 1993 arbeitete Dunajew als Leiter der Abteilung für Außenbeziehungen der Regionalverwaltung von Südkasachstan. Danach war er in verschiedenen leitenden Positionen bei der Astana Holding beschäftigt. 1998 wurde er Leiter der Abteilung für Investitionen und internationale Programme bei der kasachischen Bank TuranAlem. Ab Februar 2000 arbeitete er für das kasachische Finanzministerium, zuerst als stellvertretender Direktor, dann als Direktor der staatlichen Kreditabteilung im Ministerium. Von Mai 2001 bis September 2002 bekleidete er die Position des stellvertretenden Finanzministers, anschließend bis Juni 2003 war er stellvertretender Minister für Wirtschaft und Haushaltsplanung. Im Juni 2003 wurde er Vorstandsvorsitzender des CJSC National Investment Fund, bevor er ab März 2004 erneut stellvertretender Finanzminister war. Am 5. April 2004 wurde er in der Regierung von Premierminister Danial Achmetow zum Finanzminister Kasachstans ernannt. Nach fast zwei Jahren als Mitglied der Regierung wurde er im Januar 2006 von Natalja Korschowa in diesem Amt abgelöst, stattdessen wurde er Vorsitzender der Agentur zur Regulierung und Überwachung der Finanzmarkt- und Finanzorganisationen. Von Januar bis Oktober 2008 war Dunajew Vorstandsvorsitzender des Fonds für nachhaltige Entwicklung Kazyna und danach stellvertretender Vorstandsvorsitzender des nationalen Fonds Samruk-Kazyna sowie von Dezember 2011 bis Februar 2012 Berater des Vorstandsvorsitzenden. Ab September 2013 saß er im Vorstand der Halyk Bank und der Altyn Bank. Seit August 2017 ist er Vorstandsvorsitzender der Kazkommertsbank.